# Tejo (Spiel)

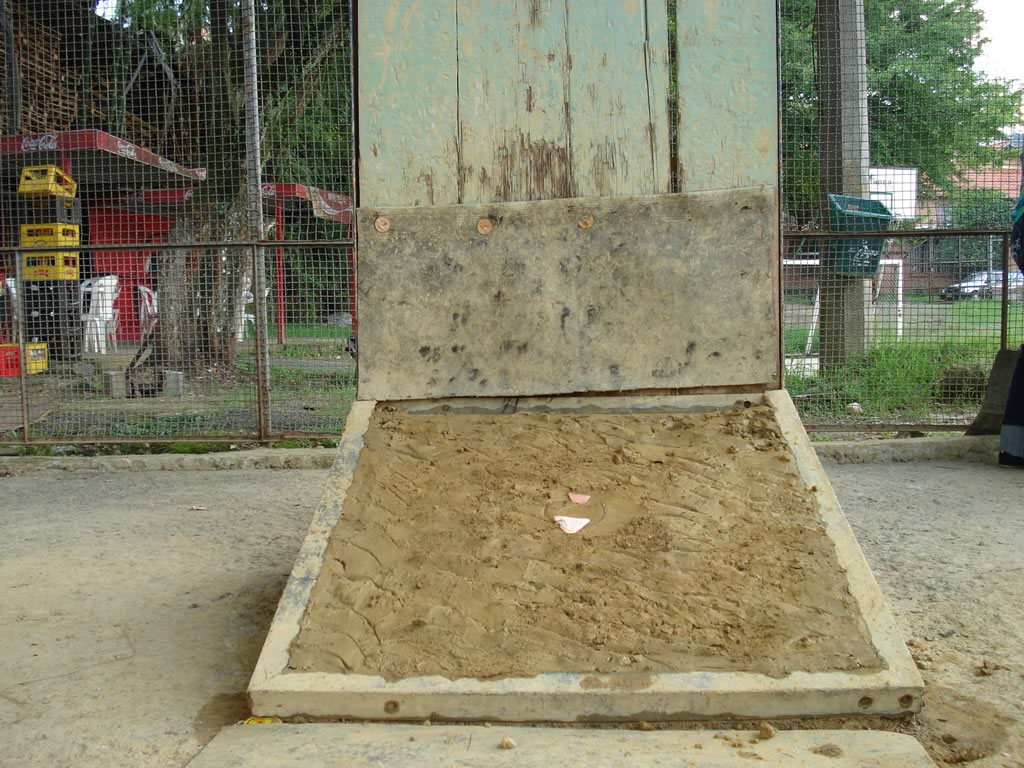
Tejo Tor

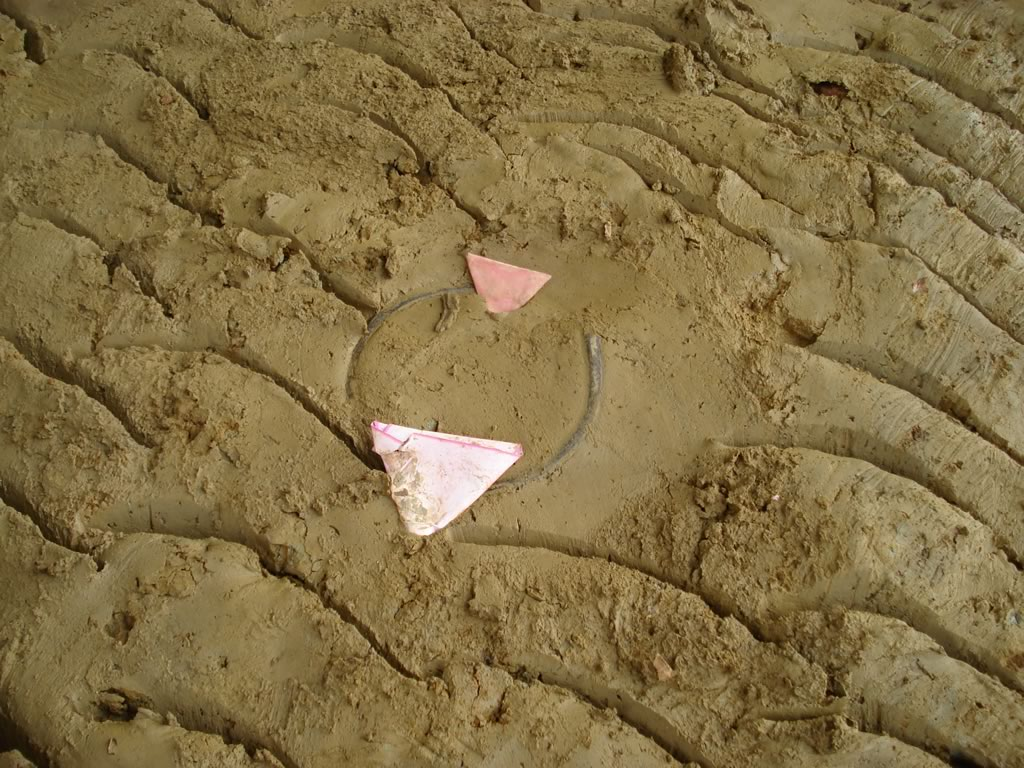
Schwarzpulvertaschen auf dem Eisenring

Tejo ist eine moderne Version eines südamerikanischen traditionellen Indigenespieles namens Turmequé. Es wird hauptsächlich in Kolumbien, aber auch in Ecuador und Venezuela gespielt.

## Geschichte
Das Geschicklichkeitsspiel  wurde schon vor 500 Jahren in den Departamentos Cundinamarca und Boyacá in Kolumbien gespielt. Man verwendete dazu eine 1,5 Pfund schwere goldene Platte, die sogenannte turmequé. Später wurden Stein- und schließlich Metallplatten benutzt. Die Indigene tranken dazu Chicha, ein Getränk aus vergorenem Mais. Im Juni 2000 wurde Tejo vom kolumbianischen Kongress zum Nationalsport ernannt.

## Spielregeln
Beim Spiel versucht man, eine eiserne diskusförmige Scheibe, den Tejo in den Maßen 9 cm × 4 cm, in einen 19,50 m entfernten und 15 cm durchmessenden Kreis (genannt bocín) zu werfen und so die dort an dessen Rand aufgelegten dreieckigen Schwarzpulvertaschen, die Mechas, zu treffen und explodieren zu lassen. Wenn eine Mecha getroffen wird, gewinnt der Einzelspieler oder das Team, unabhängig davon, wer der Mitte am nächsten liegt. Falls keine Mecha explodiert, gewinnt die Person oder das Team, dessen Tejo näher am bocín liegt.

## Geselligkeit
Die Partien werden traditionell von alkoholischen Getränken wie Bier und Aguardiente begleitet. Die Brauereien sind daher die größten Sponsoren. Das Regelwerk wird von dem „Instituto Colombiano de la Juventud y el Deporte“ gepflegt.